# Escut de Lleida
L'escut de Lleida és l'escut d'armes oficial de la ciutat de Lleida. Té el blasonament següent:
| « | Escut caironat: d'or, quatre pals de gules; ressaltant sobre el tot, un ram de lliri de sinople movent de la punta i amb tres flors de lis nodrides d'argent a cada extrem. Per timbre, una corona mural de ciutat. | » |

## Història
Es tracta d'un escut d'ús immemorial. El ram de lliri és el senyal tradicional de la ciutat de Lleida ja des del segle XIII. Aquest senyal apareix també en altres escuts, com el de les Borges Blanques, en què representa l'antiga condició de carrer de Lleida d'aquest municipi. Possiblement es tracta d'un senyal parlant. Els quatre pals indiquen que la ciutat és de jurisdicció reial, arran dels pactes entre Aurembiaix d'Urgell i Jaume I, signats el 1228.

Escut usat habitualment abans de l'oficialització de l'actual el juny del 2025

Fins a l'oficialització del blasonament actual, l'escut acostumava a anar timbrat amb una corona reial oberta (també anomenada de marquès, en referència al marquesat de Lleida), que es va substituir per la de ciutat perquè es considerava que incomplia la legislació catalana en matèria d'heràldica. El ram de lliri se solia representar enmig de l'escut, sense tocar a la punta.
Per adequar-lo a les normes actualment en vigor, el 25 d'octubre de 2024 la Paeria de Lleida va iniciar l'expedient per adoptar oficialment l'escut. Fou aprovat pel Ple de l'Ajuntament el 28 de març de 2025 i pel Departament de la Presidència de la Generalitat el 12 de juny. Va sortir publicat al Diari Oficial de la Generalitat de Catalunya sis dies després dins el número 9436.

## Galeria

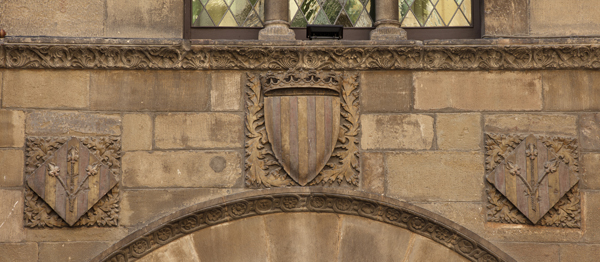
Escuts a la façana del Palau de la Paeria
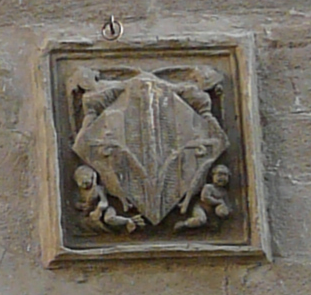
Escut de Lleida a la façana de l'Antic Hospital de Santa Maria
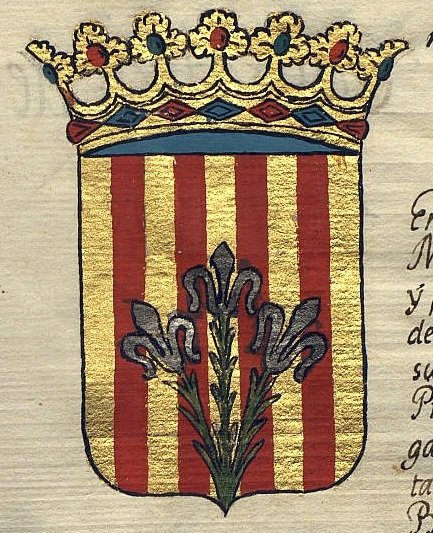
L'escut de Lleida segons el Nobiliario catalán (ca. 1750) de Pere Costa
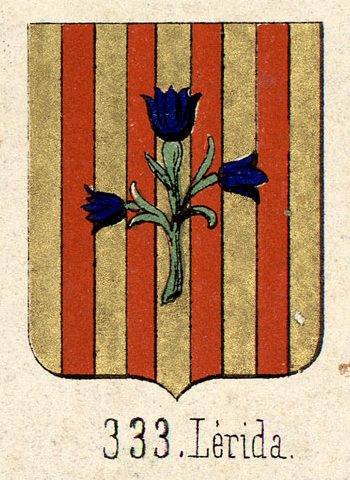
L'escut de Lleida a l'obra Trofeo heroico (1860) de Francesc Piferrer
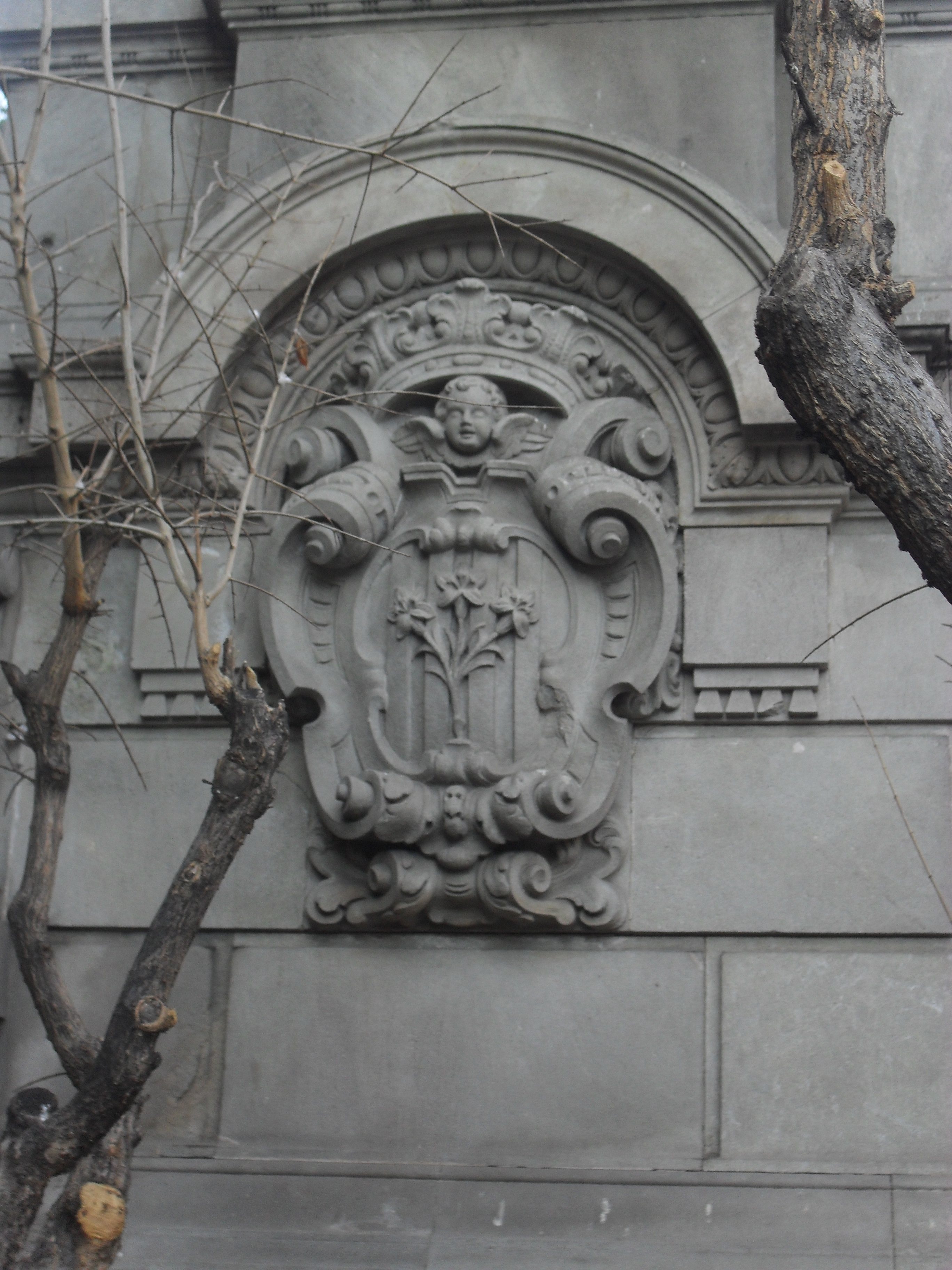
Escut de Lleida en un dels pilars de la plaça de Catalunya de Barcelona, obra d'Antoni Agramunt